# Margherita Guzzinati
Margherita Guzzinati (* 18. Mai 1940 in Rom; † 31. Oktober 1997 ebenda) war eine italienische Schauspielerin. 

## Wirken
Guzzinati hatte ihr Filmdebüt im Jahr 1960 in Daniele D’Anzas Film Totò ciak an der Seite von Totò. Sechs Jahre später konnte man sie in Hexe der Liebe in der Rolle der Lorna sehen. 1968 spielte sie dann in zwei Filmen mit, als Contessa neben Ursula Andress und Virna Lisi und unter der Regie von Franco Giraldi als Daria in der Filmkomödie La Bambolona – die große Puppe neben Ugo Tognazzi. Ab dem Jahr 1971 spielte sie in verschiedenen Fernsehserien und Fernsehfilmen mit.

## Filmografie
- 1960: Totò ciak
- 1966: Hexe der Liebe (La strega in amore)
- 1967: Don Giovanni (Fernsehfilm)
- 1968: Ladies, Ladies (Le dolci signore)
- 1968: La Bambolona – die große Puppe (La bambolona)
- 1968: Die Unschlagbaren (Gli intoccabili)
- 1971: I racconti di Padre Brown (Fernsehserie, 1 Folge)
- 1974: Il dipinto (Fernsehfilm)
- 1975: Processo per l'uccisione di Raffaele Sonzogno giornalista romano (Fernsehserie)
- 1976: Paganini (Fernsehserie, 2 Folgen)
- 1977: Un anno di scuola (Fernsehfilm)
- 1979: I racconti fantastici di Edgar Allan Poe (Fernsehserie, 1 Folge)
- 1980: Verso l'ora zero (Fernsehfilm)
- 1981: Le ali della colomba (Fernsehserie)
- 1981: George Sand (Fernsehserie, 1 Folge)
- 1984: La stagione delle piogge (Fernsehfilm)
- 1985–1987: Aeroporto internazionale (Fernsehserie, 7 Folgen)
- 1992: Camilla, parlami d'amore (Fernsehserie)